# 2-я Берёзовая аллея
2-я Берёзовая алле́я — аллея на Каменном острове в Петроградском районе Санкт-Петербурга. Проходит от Каменноостровского проспекта до набережной реки Крестовки.

## История
Первоначально с 1849 года имела название Аллея к Продольному каналу (канал проходил вдоль современной Средней аллеи, как продолжение Малого канала). Современное название 2-я Берёзовая аллея известно с 1914 года.

## Достопримечательности
- Парк «Тихий отдых»  7801077001
- Дом № 3-5  7802206000 — городской клинический онкологический диспансер (бывший приют К. О. Ананьевой). В конце XIX века на участке находилась деревянная дача генерал-лейтенантши А. И. Евреиновой, от неё земля перешла к потомственному почётному гражданину Я. А. Брюсову, затем — к его наследникам. В 1905 году владение выкупила К. О. Ананьева, она пригласила архитектора Виктора Боброва возвести на нём приют с домовой церковью и часовней. Разрешение на строительство было получено в 1906-м, в 1911-м здание было готово. Приют был рассчитан на 100 человек, в Первую мировую войну он использовался как госпиталь, после революции в здании разместили Институт онкологии. В 1955—1956 к нему был пристроен дополнительный трёхэтажный корпус, в 1971—1972 проведён капитальный ремонт[3].
- Государственная резиденция «К-3»
- 9-й Каменноостровский мост
- 11-й Каменноостровский мост
- Дом № 28 — усадьба О. Н. Ян (дача Г. К. Болина)  7802208000
- Дом № 32 — дача Е. К. Гаусвальд  7802557000
- 14-й Каменноостровский мост

## Утраченные здания
Дом № 30 — дача Николая Фигнера, архитектор Е. Л. Гладков, 1902—1904. Деревянный особняк в неорусском стиле был двухэтажным, отличался гармоничными пропорциями и силуэтом. Николай Фигнер часто проводил в нём занятия с молодыми актерами. В этот особняк в 1915-м приезжала его сестра Вера Фигнер. В 1920-х дом разобрали на дрова.